# Sicana odorifera

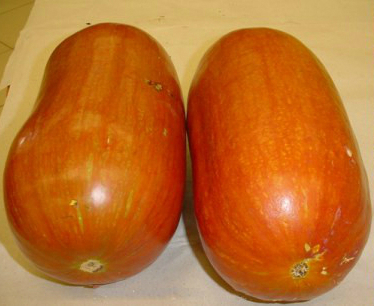
Frutos inmaduros listos para consumir.

Sicana odorifera (Naud), conocida como curuguá o curuguay (voz guaraní) o cassabanana (en idioma inglés). En Brasil, es llamado cruá o melão caboclo (melón nativo), calabaza melona (en español), cajú, cajuba, o cajúa (Venezuela), pabi (Bolivia), pepino angolo (islas de las Antillas), cohombro o melocotón en suroccidente (Guatemala), jirón (Ecuador), Girón (Colombia-Santander) melocotón de costa (Costa Rica, sobre todo en su estado de legumbre fresca o encurtido), calabaza de olor. Planta trepadora herbácea, típica enredadera cucurbitácea perenne, de hasta 15 metros de altura. Es de tallo anguloso, surcado, pubescente en las partes jóvenes; tiene zarcillos; hojas orbiculares de 12 a 24 cm de largo y del mismo ancho, onduladas, nervadas, dentadas, glabras y con las lobulaciones profundas; flores campanuladas, solitarias, axilares, corola carnosa amarillo naranja.
El fruto es un pepónide oblongo, casi cilíndrico, de hasta 50 cm de largo y 8 cm de diámetro, de cáscara dura y resistente (de tipo calabaza), amarillo-naranja, rojiza o rojo-obscura, carnoso, conteniendo pulpa amarilla que envuelve semillas elípticas muy achatadas de 1 cm más o menos.
Es planta ornamental y el aroma de sus frutos es parecido al de la manzana, aunque más penetrante, embalsama el ambiente durante los varios meses que ellos se conservan. Se los utilizó para perfumar las ropas y las habitaciones y hasta los altares de los templos.
El fruto es comestible antes de la maduración y ya maduro se consume al natural y se lo usa para la fabricación de dulces y jugos. También es útil en el engorde de cerdos.

## Origen y distribución
Se cree originaria de Brasil, pero se ha extendido en toda la América tropical. Los historiadores tienen pruebas de que se cultivaba en Ecuador en la época prehispánica. Fue mencionada por primera vez por los escritores europeos en 1658, como cultivada y popular en el Perú. Se cultiva cerca del nivel del mar en Centroamérica, pero la fruta es llevada a los mercados, incluso en las tierras altas. Los venezolanos y brasileños consideran parcialmente la vid como planta ornamental, pero en Cuba, Puerto Rico y México se cultiva para la utilidad de la fruta.
El nombre de la ciudad de Curuguaty es literalmente plantación de curugua. El sufijo ty es igual al sufijo al del castellano: cañaveral (o abundancia).

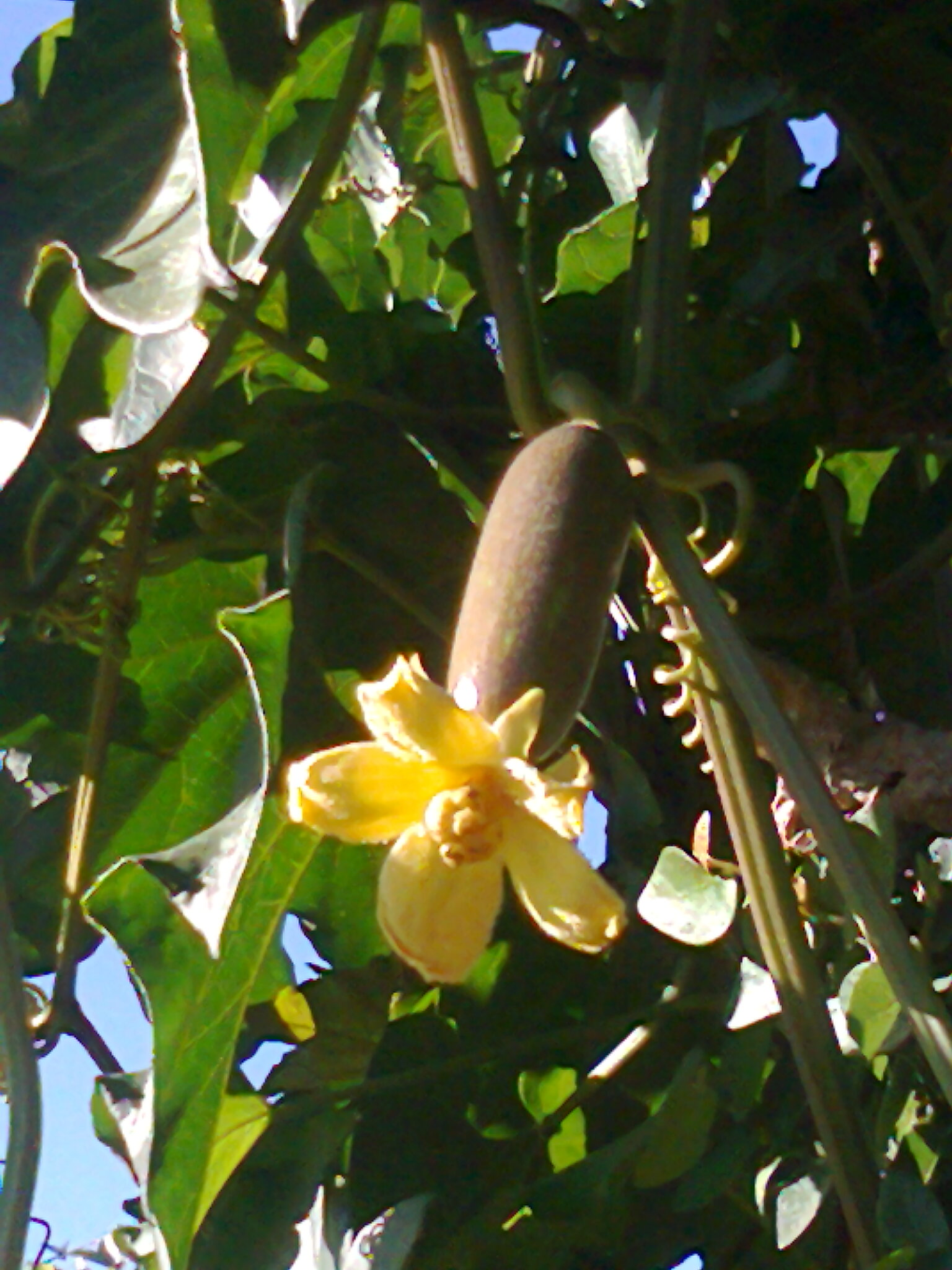
Flor femenina, su parte inferior es el futuro fruto.
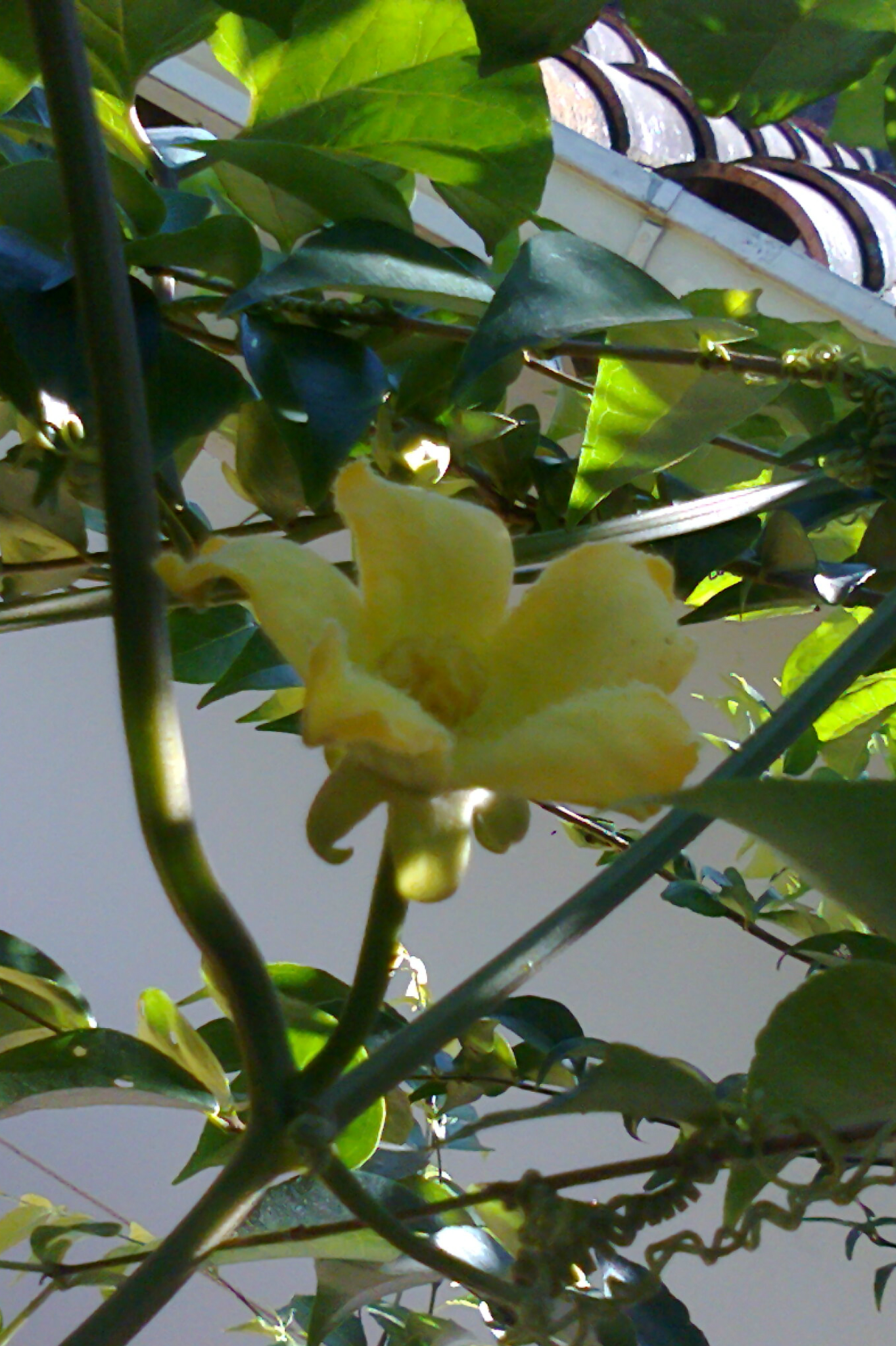
Flor masculina.
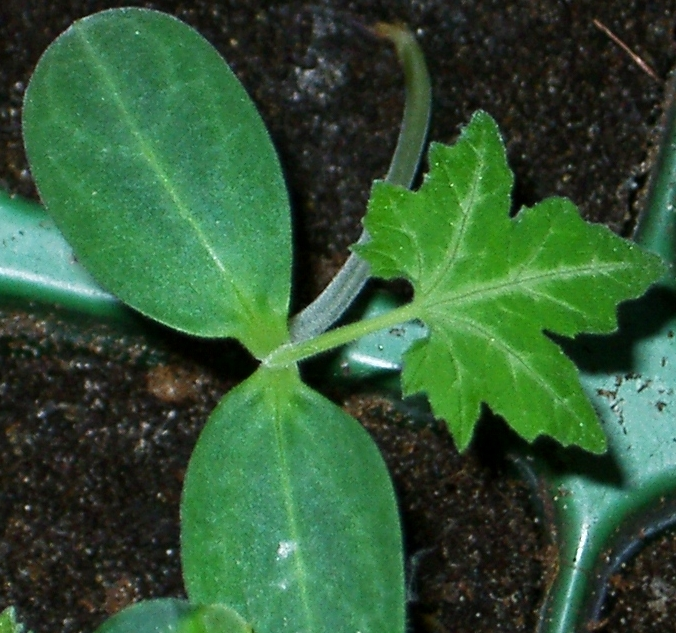
Plantín, primera hoja "normal" después de los cotiledones.